# Omskifter
En elektrisk omskifter er en komponent, som kan skifte en elektrisk forbindelse fra én elektrisk pol mellem 2 eller flere mulige elektriske forbindelser.
Herudover kan en elektrisk omskifter skifte flere poler samtidigt.

## Faststofomskiftere
Omskiftere kan være faststofomskiftere bestående af f.eks. transistorer (bipolar, MOSFET...) og dioder. Dioder laver kontakt den ene strømretning - men ikke den anden strømretning.